# Homologatie (juridisch)
Homologatie is goedkeuring van een overeenkomst door de rechter. Het houdt in dat de rechter akte neemt van het akkoord, waardoor dit authentiek en direct uitvoerbaar wordt. Zodra de partijen een schriftelijk akkoord hebben opgesteld kunnen ze dit akkoord laten 'homologeren'. Homologatie gebeurt nooit voordat de overeenkomst tussen partijen is gesloten. Het geldt als een vereiste voor de geldigheid voor sommige vormen van overeenkomsten. In Nederland moet een pachtovereenkomst bijvoorbeeld goedgekeurd worden door de grondkamer.